# Campeonato de Primera División 1985-86 (Argentina)
El Campeonato de Primera División 1985-86 del fútbol argentino fue el septuagésimo sexto de la era profesional. Se desarrolló entre el 6 de julio de 1985 y el 20 de abril de 1986, con un receso entre el 18 de diciembre y el 29 de enero. Se disputó a dos ruedas por el sistema de todos contra todos y comenzó a jugarse simultáneamente con las últimas fases del Campeonato Nacional 1985, última edición del Torneo Nacional.
Este certamen implementó la reforma impuesta por la AFA, mediante la cual se incorporó regularmente a los equipos indirectamente afiliados a los campeonatos oficiales por medio de un sistema de ascensos y descensos, a través de la creación de una división intermedia, el Nacional B, y el surgimiento o la modificación de las categorías afluentes al mismo.
Por otra parte, el cronograma del campeonato fue modificado con el fin de adaptar el mercado de pases del receso al calendario europeo, disputándose la primera rueda en el segundo semestre del año, y la segunda durante el primer semestre del año siguiente.
El campeón fue el Club Atlético River Plate, con amplia ventaja sobre su escolta, el Club Atlético Newell's Old Boys, consagrándose cinco fechas antes de la finalización del certamen. Clasificó así a la Copa Libertadores 1986, junto a la Asociación Atlética Argentinos Juniors, campeón de la edición anterior, y al Club Atlético Boca Juniors, ganador de la Liguilla pre-Libertadores.
Los descensos se determinaron según los promedios de los tres últimos torneos, calculados por última vez dividiendo el puntaje obtenido por el número de temporadas jugadas. El Club Atlético Chacarita Juniors descendió directamente al recién instrumentado Nacional B, y el Club Atlético Huracán debió disputar el Octogonal reclasificatorio con los siete mejores del Torneo Apertura 1986 de la Primera B, en el que perdió la categoría, tras permanecer durante 71 temporadas consecutivas en Primera División.

## Ascensos y descensos
| Pos     | Equipos ascendidos      |
| ------- | ----------------------- |
| 1.º     | Deportivo Español       |
| 1.º Red | Gimnasia y Esgrima (LP) |

| Prom | Equipos descendidos en la temporada 1984 |
| ---- | ---------------------------------------- |
| 18.º | Rosario Central                          |
| 19.º | Atlanta                                  |

## Equipos
| Equipo             | Ciudad        |
| ------------------ | ------------- |
| Argentinos Juniors | Buenos Aires  |
| Boca Juniors       | Buenos Aires  |
| Chacarita Juniors  | Villa Maipú   |
| Deportivo Español  | Buenos Aires  |
| Estudiantes        | La Plata      |
| Ferro Carril Oeste | Buenos Aires  |
| Gimnasia y Esgrima | La Plata      |
| Huracán            | Buenos Aires  |
| Independiente      | Avellaneda    |
| Instituto          | Córdoba       |
| Newell's Old Boys  | Rosario       |
| Platense           | Vicente López |
| Racing             | Córdoba       |
| River Plate        | Buenos Aires  |
| San Lorenzo        | Buenos Aires  |
| Talleres           | Córdoba       |
| Temperley          | Turdera       |
| Unión              | Santa Fe      |
| Vélez Sarsfield    | Buenos Aires  |

### Distribución geográfica de los equipos
| Región                 | Cant. | Equipos |
| ---------------------- | ----- | --- |
| Ciudad de Buenos Aires | 8     | Argentinos Juniors, Boca Juniors, Deportivo Español, Ferro Carril Oeste, Huracán, River Plate, San Lorenzo y Vélez Sarsfield |
| Conurbano bonaerense   | 4     | Chacarita Juniors, Independiente, Platense y Temperley                                                                       |
| Provincia de Córdoba   | 3     | Instituto, Racing y Talleres                                                                                                 |
| Ciudad de La Plata     | 2     | Estudiantes y Gimnasia y Esgrima                                                                                             |
| Provincia de Santa Fe  | 2     | Newell's Old Boys y Unión |

## Tabla de posiciones final
| Pos. | Equipo                  | Pts. | PJ | PG | PE | PP | GF | GC | Dif. |
| ---- | ----------------------- | ---- | -- | -- | -- | -- | -- | -- | ---- |
| 1.º  | River Plate             | 56   | 36 | 23 | 10 | 3  | 74 | 26 | 48   |
| 2.º  | Newell's Old Boys       | 46   | 36 | 15 | 16 | 5  | 46 | 30 | 16   |
| 3.º  | Deportivo Español       | 46   | 36 | 18 | 10 | 8  | 41 | 35 | 6    |
| 4.º  | Argentinos Juniors      | 44   | 36 | 16 | 12 | 8  | 47 | 39 | 8    |
| 5.º  | Boca Juniors            | 41   | 36 | 14 | 13 | 9  | 57 | 47 | 10   |
| 6.º  | Ferro Carril Oeste      | 40   | 36 | 12 | 16 | 8  | 45 | 33 | 12   |
| 7.º  | San Lorenzo             | 40   | 36 | 14 | 12 | 10 | 43 | 33 | 10   |
| 8.º  | Talleres                | 37   | 36 | 10 | 17 | 9  | 43 | 37 | 6    |
| 9.º  | Independiente           | 36   | 36 | 15 | 6  | 15 | 38 | 36 | 2    |
| 10.º | Gimnasia y Esgrima (LP) | 36   | 36 | 9  | 18 | 9  | 29 | 35 | −6   |
| 11.º | Instituto               | 35   | 36 | 11 | 13 | 12 | 33 | 33 | 0    |
| 12.º | Vélez Sarsfield (*)     | 34   | 36 | 11 | 12 | 13 | 48 | 48 | 0    |
| 13.º | Huracán                 | 32   | 36 | 10 | 12 | 14 | 44 | 47 | −3   |
| 14.º | Unión                   | 31   | 36 | 9  | 13 | 14 | 27 | 38 | −11  |
| 15.º | Temperley               | 29   | 36 | 8  | 13 | 15 | 44 | 60 | −16  |
| 16.º | Estudiantes (LP)        | 27   | 36 | 10 | 7  | 19 | 33 | 47 | −14  |
| 17.º | Platense                | 27   | 36 | 7  | 13 | 16 | 37 | 55 | −18  |
| 18.º | Racing (C)              | 26   | 36 | 6  | 14 | 16 | 31 | 52 | −21  |
| 19.º | Chacarita Juniors       | 21   | 36 | 5  | 11 | 20 | 24 | 53 | −29  |

|  | Campeón y clasificado a la Copa Libertadores 1986.            |
|  | Clasificado a la Copa Libertadores 1986 como campeón vigente. |
|  | Clasificado a la liguilla pre-Libertadores.                   |

(*) Clasificado por ser subcampeón del Nacional 85 en reemplazo del campeón Argentinos Juniors, el cual obtuvo la clasificación directa a la Copa Libertadores por ser el ganador de la edición anterior.

## Torneo de clasificación a la Copa Libertadores
Conocido como Liguilla pre-Libertadores, su nombre oficial fue Torneo clasificación por la segunda plaza al campeonato sudamericano de fútbol "Libertadores de América" 1986. Tomaron parte cinco equipos clasificados de este torneo, seis que lo hicieron a través del Torneo Regional, y Vélez Sarsfield, como subcampeón del Campeonato Nacional 1985,  en reemplazo de Argentinos Juniors, campeón de la Copa Libertadores del mismo año y clasificado en esa condición. El ganador participó de la Copa Libertadores 1986. 

### Primera fase
La jugaron los 4 últimos equipos clasificados de este certamen y del Torneo Regional.
| Partido 1            | Partido 1 | Partido 1            | Partido 1                 | Partido 1   | Partido 1 |
| Local                | Resultado | Visitante            | Estadio                   | Fecha       |           |
| -------------------- | --------- | -------------------- | ------------------------- | ----------- | --------- |
| Alianza de Cutral Có | 1 - 2     | Boca Juniors         | El Coloso del Ruca Quimey | 27 de abril |           |
| Boca Juniors         | 2 - 1     | Alianza de Cutral Có | La Bombonera              | 4 de mayo   |           |

| Partido 2              | Partido 2 | Partido 2              | Partido 2       | Partido 2   | Partido 2 |
| Local                  | Resultado | Visitante              | Estadio         | Fecha       |           |
| ---------------------- | --------- | ---------------------- | --------------- | ----------- | --------- |
| Concepción Fútbol Club | 0 - 3     | Vélez Sarsfield        | Stewart Shipton | 27 de abril |           |
| Vélez Sarsfield        | 2 - 1     | Concepción Fútbol Club | José Amalfitani | 4 de mayo   |           |

| Partido 3              | Partido 3 | Partido 3              | Partido 3              | Partido 3   | Partido 3 |
| Local                  | Resultado | Visitante              | Estadio                | Fecha       |           |
| ---------------------- | --------- | ---------------------- | ---------------------- | ----------- | --------- |
| San Lorenzo            | 4 - 1     | Guaraní Antonio Franco | La Bombonera           | 27 de abril |           |
| Guaraní Antonio Franco | 0 - 3     | San Lorenzo            | Guaraní Antonio Franco | 4 de mayo   |           |

| Partido 4          | Partido 4 | Partido 4          | Partido 4                     | Partido 4   | Partido 4 |
| Local              | Resultado | Visitante          | Estadio                       | Fecha       |           |
| ------------------ | --------- | ------------------ | ----------------------------- | ----------- | --------- |
| Ferro Carril Oeste | 2 - 1     | Güemes             | Arquitecto Ricardo Etcheverri | 27 de abril |           |
| Güemes             | 1 - 2     | Ferro Carril Oeste | Mitre                         | 4 de mayo   |           |

### Segunda fase
A los 4 ganadores de la primera ronda se agregaron los 2 mejores clasificados de este campeonato y del Torneo Regional.
| Cuarto de final 1 | Cuarto de final 1 | Cuarto de final 1 | Cuarto de final 1     | Cuarto de final 1 | Cuarto de final 1 |
| Local             | Resultado         | Visitante         | Estadio               | Fecha             |                   |
| ----------------- | ----------------- | ----------------- | --------------------- | ----------------- | ----------------- |
| Boca Juniors      | 1 - 1             | Olimpo            | La Bombonera          | 11 de mayo        |                   |
| Olimpo            | 2 - 3 (t.s.)      | Boca Juniors      | Roberto N. Carminatti | 18 de mayo        |                   |

| Cuarto de final 2 | Cuarto de final 2 | Cuarto de final 2 | Cuarto de final 2 | Cuarto de final 2 | Cuarto de final 2 |
| Local             | Resultado         | Visitante         | Estadio           | Fecha             |                   |
| ----------------- | ----------------- | ----------------- | ----------------- | ----------------- | ----------------- |
| Vélez Sarsfield   | 1 - 1             | San Lorenzo       | José Amalfitani   | 11 de mayo        |                   |
| San Lorenzo       | 0 - 0 (4 - 3) (p) | Vélez Sarsfield   | La Bombonera      | 18 de mayo        |                   |

| Cuarto de final 3  | Cuarto de final 3 | Cuarto de final 3  | Cuarto de final 3             | Cuarto de final 3 | Cuarto de final 3 |
| Local              | Resultado         | Visitante          | Estadio                       | Fecha             |                   |
| ------------------ | ----------------- | ------------------ | ----------------------------- | ----------------- | ----------------- |
| Deportivo Español  | 0 - 0             | Ferro Carril Oeste | España                        | 11 de mayo        |                   |
| Ferro Carril Oeste | 4 - 1 (t.s.)      | Deportivo Español  | Arquitecto Ricardo Etcheverri | 18 de mayo        |                   |

| Cuarto de final 4 | Cuarto de final 4 | Cuarto de final 4 | Cuarto de final 4    | Cuarto de final 4 | Cuarto de final 4 |
| Local             | Resultado         | Visitante         | Estadio              | Fecha             |                   |
| ----------------- | ----------------- | ----------------- | -------------------- | ----------------- | ----------------- |
| Belgrano          | 1 - 3             | Newell's Old Boys | Gigante de Alberdi   | 11 de mayo        |                   |
| Newell's Old Boys | 2 - 1             | Belgrano          | El Coloso del Parque | 18 de mayo        |                   |

### Tercera fase
| Semifinal 1  | Semifinal 1 | Semifinal 1  | Semifinal 1  | Semifinal 1 | Semifinal 1 |
| Local        | Resultado   | Visitante    | Estadio      | Fecha       |             |
| ------------ | ----------- | ------------ | ------------ | ----------- | ----------- |
| San Lorenzo  | 1 - 2       | Boca Juniors | Monumental   | 25 de mayo  |             |
| Boca Juniors | 0 - 0       | San Lorenzo  | La Bombonera | 1 de junio  |             |

| Semifinal 2        | Semifinal 2 | Semifinal 2        | Semifinal 2                   | Semifinal 2 | Semifinal 2 |
| Local              | Resultado   | Visitante          | Estadio                       | Fecha       |             |
| ------------------ | ----------- | ------------------ | ----------------------------- | ----------- | ----------- |
| Newell's Old Boys  | 1 - 0       | Ferro Carril Oeste | El Coloso del Parque          | 25 de mayo  |             |
| Ferro Carril Oeste | 1 - 1       | Newell's Old Boys  | Arquitecto Ricardo Etcheverri | 29 de mayo  |             |

### Cuarta fase
| Final                                                                     | Final     | Final             | Final                | Final       | Final |
| Local                                                                     | Resultado | Visitante         | Estadio              | Fecha       |       |
| ------------------------------------------------------------------------- | --------- | ----------------- | -------------------- | ----------- | ----- |
| Boca Juniors                                                              | 0 - 2     | Newell's Old Boys | La Bombonera         | 8 de junio  |       |
| Newell's Old Boys                                                         | 1 - 4     | Boca Juniors      | El Coloso del Parque | 15 de junio |       |
| Boca Juniors clasificó a la Copa Libertadores 1986 con un global de 4 - 3 |           |                   |                      |             |       |

## Tabla de descenso
| Pos  | Equipo                  | Prom. | 1983 | 1984 | 1985/86 | Total | TD |
| ---- | ----------------------- | ----- | ---- | ---- | ------- | ----- | -- |
| 1.º  | Deportivo Español       | 46,00 | -    | -    | 46      | 46    | 1  |
| 2.º  | Ferro Carril Oeste      | 45,33 | 46   | 50   | 40      | 136   | 3  |
| 3.º  | Argentinos Juniors      | 43,67 | 36   | 51   | 44      | 131   | 3  |
| 4.º  | River Plate             | 42,67 | 29   | 43   | 56      | 128   | 3  |
| 5.º  | San Lorenzo             | 41,33 | 47   | 37   | 40      | 124   | 3  |
| 6.º  | Vélez Sarsfield         | 40,00 | 44   | 42   | 34      | 120   | 3  |
| 7.º  | Newell's Old Boys       | 39,67 | 35   | 38   | 46      | 119   | 3  |
| 8.º  | Independiente           | 38,33 | 48   | 31   | 36      | 115   | 3  |
| 9.º  | Estudiantes (LP)        | 37,67 | 38   | 48   | 27      | 113   | 3  |
| 10.º | Boca Juniors            | 36,00 | 37   | 30   | 41      | 108   | 3  |
| 11.º | Gimnasia y Esgrima (LP) | 36,00 | -    | -    | 36      | 36    | 1  |
| 12.º | Talleres                | 34,67 | 33   | 34   | 37      | 104   | 3  |
| 13.º | Instituto               | 34,33 | 35   | 33   | 35      | 103   | 3  |
| 14.º | Unión                   | 33,00 | 38   | 30   | 31      | 99    | 3  |
| 15.º | Racing (C)              | 32,00 | 27   | 43   | 26      | 96    | 3  |
| 16.º | Platense                | 31,33 | 34   | 33   | 27      | 94    | 3  |
| 17.º | Temperley               | 31,00 | 33   | 31   | 29      | 93    | 3  |
| 18.º | Huracán                 | 30,33 | 32   | 27   | 32      | 91    | 3  |
| 19.º | Chacarita Juniors       | 27,50 | -    | 34   | 21      | 55    | 2  |

|  | Debió disputar el Octogonal Reclasificatorio. |
|  | Descendió al Nacional B.                      |

## Descensos y ascensos
Al finalizar el torneo, Chacarita Juniors descendió al Nacional B. Por su parte, Huracán también perdió la categoría, al ser derrotado en la final del Torneo Octogonal reclasificatorio por Deportivo Italiano, que ascendió así a la Primera División para el campeonato 1986.87, junto con Rosario Central y Racing Club, procedentes del torneo de Primera B de 1985.

## Goleadores
| Jugador              | Jugador             | Goles | Equipo            |
| -------------------- | ------------------- | ----- | ----------------- |
| Bandera de Uruguay   | Enzo Francescoli    | 25    | River Plate       |
| Bandera de Argentina | Walter Perazzo      | 19    | San Lorenzo       |
| Bandera de Argentina | Carlos Tapia        | 17    | Boca Juniors      |
| Bandera de Argentina | Claudio Morresi     | 16    | River Plate       |
| Bandera de Argentina | José Luis Rodríguez | 14    | Deportivo Español |